# 1. Division (Schach) 2000/01
Die Saison 2000/01 war die 39. Spielzeit der 1. Division, der damals höchsten Spielklasse der dänischen Mannschaftsmeisterschaft im Schach. 
Der Helsinge Skakklub wurde überlegen dänischer Meister, während der Titelverteidiger SK 1934 Nykøbing erst in der letzten Runde den Klassenerhalt sicherte und auf dem fünften Platz landete.
Aus der 2. Division waren der SK 1968 Århus und der Lyngby-Virum Skakklub aufgestiegen. Der SK 1968 Århus erreichte den dritten Platz, Lyngby musste hingegen chancenlos direkt wieder absteigen. Der zweite Abstiegsplatz wurde erst in einem am 19. Mai 2001 ausgetragenen Stichkampf ermittelt, da Office/2 Nordre und Århus Skakklub sowohl nach Brett- als auch nach Mannschaftspunkte gleichauf lagen. Nordre gewann mit 4½:3½ und verwies damit den Lokalrivalen auf den Abstiegsplatz. Zu den gemeldeten Mannschaftskadern siehe Mannschaftskader der 1. Division (Schach) 2000/01.

## Spieltermine
Die Wettkämpfe wurden ausgetragen am 5., 18. und 19. November 2000, 14. Januar 2001, 4. Februar 2001 sowie am 17. und 18. März 2001. 

## Abschlusstabelle
| Pl. | Verein                    | Sp | G | U | V | Brett-P.  | MP   |
| --- | ------------------------- | -- | - | - | - | --------- | ---- |
| 01. | Helsinge Skakklub         | 7  | 6 | 1 | 0 | 34,5:21,5 | 13:1 |
| 02. | Skolernes Skakklub        | 7  | 4 | 1 | 2 | 32,5:23,5 | 9:5  |
| 03. | SK 1968 Århus (N)         | 7  | 4 | 0 | 3 | 31,5:24,5 | 8:6  |
| 04. | Brønshøj Skakforening     | 7  | 3 | 2 | 2 | 29,5:26,5 | 8:6  |
| 05. | SK 1934 Nykøbing (M)      | 7  | 3 | 0 | 4 | 29,5:26,5 | 6:8  |
| 06. | Office/2 Nordre           | 7  | 2 | 2 | 3 | 26,0:30,0 | 6:8  |
| 07. | Århus Skakklub            | 7  | 2 | 2 | 3 | 26,0:30,0 | 6:8  |
| 08. | Lyngby-Virum Skakklub (N) | 7  | 0 | 0 | 7 | 14,5:41,5 | 0:14 |

### Entscheidungen
|     | Dänischer Mannschaftsmeister: Helsinge Skakklub                     |
|     | Absteiger in die 2. Division: Århus Skakklub, Lyngby-Virum Skakklub |
| (M) | Meister der letzten Saison                                          |
| (N) | Aufsteiger der letzten Saison                                       |

### Kreuztabelle
| Ergebnisse | Ergebnisse            | 01. | 02. | 03. | 04. | 05. | 06. | 07. | 08. |
| ---------- | --------------------- | --- | --- | --- | --- | --- | --- | --- | --- |
| 01.        | Helsinge Skakklub     |     | 4   | 5   | 5   | 4½  | 4½  | 4½  | 7   |
| 02.        | Skolernes Skakklub    | 4   |     | 4½  | 3½  | 4½  | 3½  | 6   | 6½  |
| 03.        | SK 1968 Århus         | 3   | 3½  |     | 5½  | 5   | 6½  | 3½  | 4½  |
| 04.        | Brønshøj Skakforening | 3   | 4½  | 2½  |     | 5   | 4   | 4   | 6½  |
| 05.        | SK 1934 Nykøbing      | 3½  | 3½  | 3   | 3   |     | 5   | 6   | 5½  |
| 06.        | Office/2 Nordre       | 3½  | 4½  | 1½  | 4   | 3   |     | 4   | 5½  |
| 07.        | Århus Skakklub        | 3½  | 2   | 4½  | 4   | 2   | 4   |     | 6   |
| 08.        | Lyngby-Virum Skakklub | 1   | 1½  | 3½  | 1½  | 2½  | 2½  | 2   |     |

## Die Meistermannschaft
| 1. | Helsinge Skakklub |
| Abgebildet sind sechs Schachfiguren. In Weiß: König, Läufer und Bauer. In Schwarz: Dame, Turm und Springer. | Peter Heine Nielsen, Lars Schandorff, Jesper Hall, Klaus Berg, Simon Bekker-Jensen, Tomas Hutters, Niels Jørgen Fries Nielsen, David Bekker-Jensen, Jacob Sylvan, Peter Bjørntoft, Rasmus Pape. |